# 안데스밭쥐속
안데스밭쥐속(Abrothrix)은 비단털쥐과 목화쥐아과에 속하는 설치류 속의 하나이다.

## 하위 종
| - 안데스풀밭쥐 (A. andinus) - 허쉬코비츠풀밭쥐 (A. hershkovitzi) - 회색풀밭쥐 (A. illuteus) - 옐스키풀밭쥐 (A. jelskii) - 양털풀밭쥐 (A. lanosus) | - 긴털풀밭쥐 (A. longipilis) - 만풀밭쥐 (A. manni) - 올리브풀밭쥐 (A. olivaceus) - 샌본풀밭쥐 (A. sanborni) |